# Wanda Warenine (película)
Wanda Warenine es una película muda italiana  de 1917 dirigida por Riccardo Tolentino, y protagonizada por Joaquín Carrasco, Fabienne Fabrèges y Bonaventura Ibáñez. Está basada en un relato de Alexander Pushkin.

## Reparto
- Joaquín Carrasco
- Fabienne Fabrèges como Wanda Warenine.
- Bonaventura Ibáñez
- Domenico Serra